# Deutsche Evangelisch-Lutherische Kirche in der Ukraine

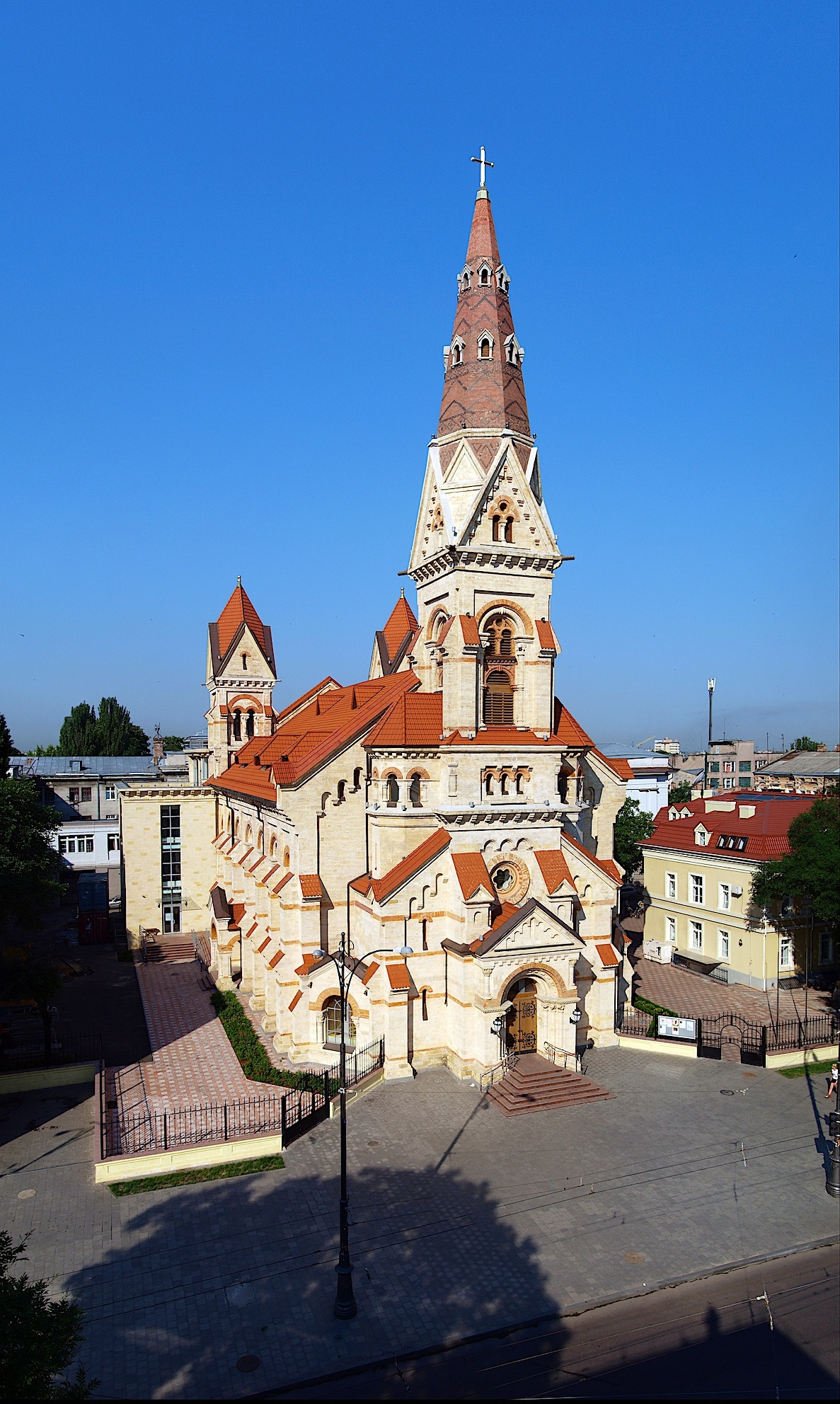
Kirche St. Paul in Odessa, Hauptkirche der DELKU

Die Deutsche Evangelisch-Lutherische Kirche in der Ukraine (DELKU) ist eine selbständige deutschsprachige lutherische Kirche in der Ukraine. Amtssitz ist Odessa.

## Geschichte
Die Anfänge des Luthertums in der Ukraine gehen auf das ausgehende 18. Jahrhundert und das beginnende 19. Jahrhundert zurück. Damals riefen die Zaren für die neu erworbenen Landstriche entlang der Nordküste des Schwarzen Meeres Siedler ins Land. Zahlreiche Bauern und Handwerker vor allem aus Württemberg und der Pfalz gründeten hier in „Neurussland“ Dörfer. Auch in den Städten ließen bald deutsche Kaufleute und Offiziere neue evangelische Gemeinden entstehen.
Es wurden Kirchen gebaut – die St.-Pauls-Kirche in Odessa war mit 1200 Plätzen neben den Kathedralen in Moskau und St. Petersburg das drittgrößte lutherische Gotteshaus Russlands. Es gab ein eigenes Schulwesen, Waisenhäuser und Altersheime sowie evangelische Krankenhäuser.
Im Kampf des Kommunismus gegen die Religion ging in den Jahren nach der Oktoberrevolution auch die lutherische Kirche Russlands unter. Opfer des Stalin-Terrors in den 1930er Jahren wurden auch zahlreiche Pastoren aus der Ukraine. Wer die Verschleppungen überlebt hatte, floh am Ende des Zweiten Weltkrieges mit den deutschen Truppen oder wurde nach Sibirien deportiert. Nur sehr wenige der 400.000 Ukrainedeutschen überlebten – angepasst und unerkannt – die Sowjetzeit in der Ukraine.
Michail Gorbatschows Politik der „Glasnost“ sowie der anschließende Zerfall der Sowjetunion eröffnete den Deutschen die Möglichkeit, in die Heimat ihrer Eltern zurückzukehren. 1992 gab es in der Ukraine immerhin noch 40.000 Menschen, die als Nationalität „deutsch“ angaben. Ihr Sammelbecken wurden die deutschen Kulturvereine mit dem Namen „Wiedergeburt“.
Aus der „Wiedergeburt“ entstanden erste Gruppen, die sich als Kirchengemeinden registrieren ließen. Darunter befinden sich noch heute Gemeinden in den großen Städten wie Kiew (St. Katharinen), Odessa (St. Paul), Charkiw und Lemberg, aber auch kleine Gemeinden auf der Krim und in der Ostukraine.

## Struktur
Die DELKU umfasste anfangs 30 Gemeinden, in denen 15 Pastoren und über 40 Prädikanten Dienst taten. 2013 hatte sie etwa 3000 Mitglieder.
Höchstes Entscheidungsgremium ist die Synode; die Aufgaben der Kirchenleitung nehmen zwischen den Synodaltagungen das gewählte Synodenpräsidium und der Bischof wahr. Die Beziehungen zu den anderen ELKRAS-Kirchen wurden durch einen zwischenkirchlichen Vertrag, der mit Unterzeichnung am 28. November 2010 in Kraft trat, neu geregelt.
Seit 2014 haben elf Gemeinden die DELKU auf Grund der Amtsführung von Bischof Maschewski verlassen, darunter die Gemeinde in Kiew sowie die in Donezk und Krywyj Rih. 2016 hatte die Kirche noch etwa 2000 Mitglieder. Seit 2021 kehrten mehrere Gemeinden zur DELKU zurück, als erste Peterstal. Die Gemeinde in Mikolajew gehört der DELKU zwar an, „verweigert“ aber „schon lange den Kontakt mit der DELKU“.
Durch die russische Annexion der Krim hat die Kirche acht Gemeinden verloren und die Zahl der Geistlichen wurde schließlich verringert. Im Juni 2022 umfasste die DELKU 24 lutherische Gemeinden mit 1.000 Mitgliedern und weitere 160 Mitglieder in vier reformierten Ortsgemeinden, die assoziierte Mitglieder sind. Die Kirche hat acht ordinierte Pfarrer und einen Dekan für die verschiedenen Dienste und Aufgabengebiete sowie fünf weitere Angestellte.

## Theologische Ausrichtung, politische Positionen
Die DELKU wandte sich unter Bischof Maschewski verstärkt traditionalistischeren lutherischen Positionen zu. Eine Ordination von Pfarrerinnen ist nicht möglich.
Am 24. Februar 2022, dem Tag des russischen Überfalls auf die Ukraine, veröffentlichte die Kirche auf ihrer Website die Bitte an ihre Gemeindeglieder, „nicht [nur] für den Frieden zu beten, sondern für den gerechten Frieden, der als Ziel nicht nur die Vertreibung des Aggressors aus unsrem Land hat, sondern auch die gerechte Strafe für sein Verbrechen. Solange es aber nicht der Fall ist, fordern wir alle zum militärischen Dienst fähigen Menschen auf, sich an der Verteidigung unseres Landes zu beteiligen und alle anderen Ihnen und Menschen in Not zu helfen.“
Seit dem militärischen Angriff Russlands auf die Ukraine im Februar 2022 sind einige Arbeitsbereiche der Kirche stark beeinträchtigt und bestimmte Diakonie-Projekte mussten ganz gestoppt werden. Durch eine Partnerschaft mit vier Diakonie-Organisationen unterstützt die DELKU Obdachlose und Kinder mit sonderpädagogischem Förderbedarf. Vor dem Hintergrund des Kriegs hat die ukrainische Kirche ihr Engagement derzeit auch auf finanzielle Hilfen, Vermietung und die Unterbringung von Binnenvertriebenen, die Verteilung von Nahrungsmitteln und Medikamenten und „Lohn für Arbeit“-Projekte ausgeweitet. Auf der Website der Kirche findet man Augenzeugenberichte von Gemeindemitgliedern über ihre Kriegserlebnisse. Sie berichten dort, was ihnen widerfahren ist und wie sie die Kraft zum Überleben gefunden haben.

## Bischof
Der Bischof ist der geistliche Leiter der DELKU.
Bisherige Amtsinhaber:
- 1992–1995: Viktor Gräfenstein
- 1995–1997: Walter Klinger (vorher Diakoniepfarrer in Bayern)
- 1997–1999: Gerd Sander (vorher Missionar in Neuguinea)
- 1999–2005: Edmund Ratz (danach Erzbischof der ELKRAS)
- 2006–2009: Georg Güntsch (vorher Dekan in Castell)
- 2009–2014: Uland Spahlinger (vorher Pfarrer in München-Simeonskirche, danach Dekan in Dinkelsbühl)
- 2014–2018: Serge Maschewski (vorher Pastor in Dnipropetrowsk)[7]
- 2018–:0000 Pawlo Schwarz (Pfarrer der Deutschen Evangelisch-Lutherischen Auferstehungsgemeinde Charkiw), ab 1. Dezember 2018 bischöflicher Visitator für ein Jahr;[8][9] ab 30. November 2019 Bischof.[10]

Die Kirchenkanzlei befindet sich in 65023 Odessa, ul. Nowoselskego 68 (Haus der Kirche St. Paul).

## Partnerkirchen
Die DELKU war bis zu ihrem Austritt am 25. Januar 2025 als Regionalkirche Teil der ELKRAS, die die meisten lutherischen Kirchen der postsowjetischen Staaten umfasste. Die Loslösung hatte sich schon länger abgezeichnet und geschah vor dem Hintergrund des Ukrainekriegs.
Partnerkirche der DELKU war von 1991 bis zum 30. Juni 2015 die Evangelisch-Lutherische Kirche in Bayern (ELKB). Die Partnerschaft wurde von Seiten der Evang.-Luth. Kirche in Bayern ausgesetzt, nach dem Leitungswechsel in der DELKU im Oktober 2018 jedoch umgehend wieder aufgenommen; finanzielle Unterstützung soll nach Schaffung „verlässlicher Strukturen“ wieder folgen.
Auch das Gustav-Adolf-Werk beendete die finanzielle Förderung für die DELKU ab dem Projektplan 2016.
Mit der Lutheran Church – Missouri Synod aus den USA, die ein orthodoxes Luthertum vertritt und dem Internationalen Lutherischen Rat statt dem Lutherischen Weltbund angehört, vereinbarte die DELKU 2016 eine engere Zusammenarbeit.
Im Rahmen seiner jährlichen Ratstagung nahm der Lutherische Weltbund die DELKU am 14. Juni 2022 als Einzelmitglied in die Kirchengemeinschaft auf. Die DELKU war zuvor lediglich als Teil des Bundes der Evangelisch-Lutherischen Kirchen – ELKRAS (Bund der Evangelisch-Lutherischen Kirchen in Russland und anderen Staaten) Mitglied gewesen. Die Entscheidung im LWB-Rat fiel einstimmig. Am 28. September 2022 wurde die DELKU auch in die Gemeinschaft Evangelischer Kirchen in Europa aufgenommen.

## Krise
Nachdem bis dahin die Bayerische Landeskirche die Bischöfe der DELKU entsandt hatte, sollte 2013 als Schritt in die Selbstständigkeit die DELKU erstmals ihren Leiter selbst bestimmen. Die Synodalen aus 31 Gemeinden wählten mit 27 Stimmen den Russlanddeutschen Serge Maschewski zum neuen Bischof gegen den unterlegenen Pfarrer Hamburg aus Odessa mit 24 Stimmen.
Schon kurz nach seiner Wahl geriet die DELKU allerdings in eine schwere Krise. Seine Kritiker warfen Maschewski einen despotischen Führungsstil, finanzielle Intransparenz und weitere Verfehlungen vor. Maschewski wechselte das gesamte 15-köpfige Personal der DELKU-Kanzlei in Odessa aus. Die Entsendungsverträge der kritisch eingestellten Pfarrer Haska (Kiew) und Hamburg (Odessa) wurden trotz Zustimmung der EKD, welche die Pfarrstellen finanziert, nicht verlängert. Elf Gemeinden unterbrachen ihre Beziehungen mit der Kirchenleitung der DELKU auf Grund des Amtsstils von Bischof Maschewski, der diese nicht mehr als Teil seiner Kirche betrachtete. „Maschewski hat ein diktatorisches System installiert, das mit lutherischem Kirchenverständnis nichts zu tun hat“, so sein Amtsvorgänger Uland Spahlinger.
Synodalpräsident Konstantin Burlow-Wassiljew wurde im Juli 2016 entlassen, nachdem er die Absetzung von Bischof Maschewski gefordert hatte. Zur Synode 2016 wurde 24 von 51 gewählten Synodalen der Zutritt von einem privaten Sicherheitsdienst verwehrt, da ihre Gemeinden nicht mehr Mitglied der DELKU seien. Die finanzielle Situation der Kirche wurde ohne einen ordentlichen Haushaltsbericht und eine Finanzplanung bestätigt.
Am 9. Oktober 2018 entzog eine große Mehrheit der ordentlichen Synode der DELKU Bischof Serge Maschewski das Vertrauen und die Vollmachten und wählte gemäß Satzung der DELKU als Nachfolger für ein Jahr („bischöflicher Visitator“) Pawlo Schwarz, Pfarrer der Deutschen Evangelisch-Lutherischen Auferstehungsgemeinde Charkiw. Schwarz wurde am 1. Dezember 2018 unter der Leitung des Vorsitzenden des Bischofsrates der ELKRAS, Bischof Alexander Scheiermann, unter Beteiligung von Bischöfen aus Polen, Ungarn und Georgien und Teilnahme weiterer hochrangiger in- und ausländischer Kirchenvertreter und Politiker sowie aus den Kirchengemeinden der DELKU in sein Amt eingeführt.
Zuvor, am 21. November 2018, dem Buß- und Bettag, hatten Geistliche der DELKU einen versöhnlichen Brief an Maschewski und Unterstützer geschrieben, in dem sie zu gemeinsamem Wirken zum Wohle von Gemeinden und Kirche aufriefen und zu Schwarz’ Amtseinführung einluden. Laut Martin-Luther-Bund bezeichnete Maschewski das Schreiben als „Gefasel von Geistesgestörten für schwachsinnige Leser“.
Trotz seiner Abwahl durch die Synode sah Maschewski sich weiterhin im Amt, nannte sich „Bischof der gesamten Ukraine“ und hatte einen Teil der Gemeinden auf seiner Seite. Maschewski konnte Pawlo Schwarz’ staatliche Registrierung als Verwaltungsvorsitzender der DELKU rückgängig machen und hatte deshalb noch Zugang zu deren Finanzen, Immobilien und Autos, weshalb wiederum die ELKB die DELKU noch nicht wieder finanziell unterstützte. Während der Krise schrumpfte die Mitgliederzahl der DELKU stark: Bei Maschewskis Amtsantritt 2013 hatte sie noch 2000 bis 2500 Mitglieder, im Frühjahr 2019 waren es – Schwarz’ und Maschewskis Gemeinden zusammen – noch etwa tausend. Die Kirchenleitung der DELKU veröffentlichte am 5. Juli 2019 eine offizielle Erklärung hinsichtlich Maschewski, seiner Aktivitäten und der rechtlichen Situation.
Die DELKU-Synode 2019 vom 25. bis 26. Oktober wählte Pawlo Schwarz, zuvor ein Jahr lang bischöflicher Visitator, für die Amtszeit von fünf Jahren zum Bischof. In sein Amt eingeführt wurde er am 30. November 2019.
Am 17. Mai 2021 informierte die DELKU, dass „die exekutiven Organe und die Justizorgane der Ukraine das Recht der DELKU auf selbständige Kontrolle der Einhaltung des Statuts der Kirche und auf die Leitung des Kirchenamts anerkannt haben“. Die zuständigen Stellen trugen in das staatliche Register ein, dass Pawlo Schwarz, der in dieses Amt gewählt wurde, offiziell anerkannter Leiter des Kirchenamts (des Episkopats) ist, womit er juristische Handlungsvollmacht für die Regelung sämtlicher Angelegenheiten hat, welche die Beziehung zwischen Kirche und Staat betreffen. Anhängige Gerichtsprozesse in Sachen der Leitung der Kirche wurden eingestellt.
Am 16. Juli 2021 veröffentlichte die DELKU eine Verlautbarung mit dem Titel „Die De-Okkupation der Kirche“. Darin führte sie aus, dass ein neu geschaffenes Organ – der Staatliche Dienst der Ukraine für ethnische Politik und Bekenntnisfreiheit – Pawlo Schwarz als Leiter des Kirchenamts der DELKU anerkannte und nunmehr ein Prozess der De-Okkupation der Kirche beginnen konnte. In einem Audit der Tätigkeit von Serge Maschewski und der vorherigen Kirchenleitung wurde unter anderem festgestellt, dass Maschewski in großem Stil Eigentum der DELKU, insbesondere zu seinen eigenen Gunsten, veruntreut habe. Das Ehepaar Maschewski habe sich „derart bereichert, dass es drei Wohnungen erwerben konnte und die Kasse der DELKU um mehr als 2 Millionen UAH (72 700 US-$) erleichterte!“ Gemeinden, die nicht mit Maschewski kooperierten, waren ihre Kirchenräume entzogen worden, was sie in Provisorien zwang. Etliche von ihnen konnten Ende Juni 2021 feierlich zurückkehren, zum Teil, nachdem sie ihre in chaotischem Zustand vorgefundenen Gebäude einigermaßen instand gesetzt hatten. Gemeinden, die zu Maschewski hielten, verweigern weiterhin den Kontakt zur durch dessen Amtsführung gespaltenen DELKU. Vier Jahre Amtsführung Maschewskis hinterließen tiefe Spuren. „Vor dem Bischof und der Kirchenleitung liegt noch viel Arbeit“, so die DELKU.